# Tetranychus palmidectes
Tetranychus palmidectes är en spindeldjursart som beskrevs av Flechtmann 20. Tetranychus palmidectes ingår i släktet Tetranychus och familjen Tetranychidae. Inga underarter finns listade i Catalogue of Life.